# New school (tatouage)
Pour les articles homonymes, voir New School.
 (février 2019).
Si vous disposez d'ouvrages ou d'articles de référence ou si vous connaissez des sites web de qualité traitant du thème abordé ici, merci de compléter l'article en donnant les références utiles à sa vérifiabilité et en les liant à la section « Notes et références ».

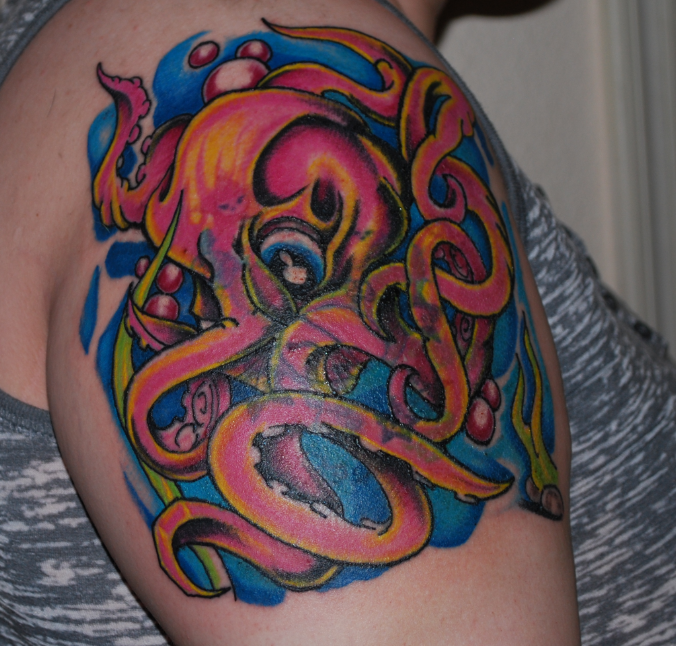
Tatouage new school.

La New school (« nouvelle école ») est un style de tatouage qui se caractérise souvent par l'utilisation de contours épais, de couleurs vives et de représentations exagérées du sujet.
Présent dès les années 1970, il est aussi influencé par certaines caractéristiques du tatouage de l'old school aux États-Unis.